# Generación 98
Generación 98 fue una telenovela chilena de comedia dramática creada y escrita por Pablo Illanes. Producida por Chilefilms para Mega. Se estrenó el 5 de junio de 2023, sucediendo en el horario a Hijos del desierto.  
Fue protagonizada grupalmente por María Gracia Omegna, Daniela Ramírez, Paloma Moreno, Ignacia Baeza, Gabriel Cañas, Nicolás Oyarzún y Felipe Rojas, acompañados de un elenco coral. 

## Sinopsis
Un grupo de siete excompañeros del colegio se reencuentran en una esperada reunión de curso, después de 25 años sin verse. Convertidos en cuarentones, cada uno atraviesa diversos conflictos de pareja y/o económicos que quedaran en evidencia, los que se mezclan con los antiguos conflictos de adolescentes que vivieron cada uno de ellos como los romances o el mismo bullying. 
Este reencuentro, sin embargo, también traerá consigo un secreto del pasado que los involucra a todos y del que nadie quiere hablar.

## Reparto
Una lista completa del reparto confirmado se publicó a través de Mega el 5 de junio de 2023.

### Principales
- Gabriel Cañas como Hernán Olmedo[6]
- Daniela Ramírez como Marta Salazar [7]
- Nicolás Oyarzún como Gonzalo Bulnes
- Paloma Moreno como Javiera Aldunate[8]
- María Gracia Omegna como Valentina Morán[9]
- Felipe Rojas como Tomás Rodríguez
- Ignacia Baeza como María Loreto Del Valle
- Francisco Reyes como Arturo Bulnes
- Tamara Acosta como Julia Gazmuri
- Luz Valdivieso como María Constanza Stuardo
- Josefina Montané como Paula Fuentealba[10]
- Simón Pešutić como Vicente Reyes
- Nicolás Poblete como Juan José Matte-Goyeneche
- Constanza Mackenna como Macarena Norambuena
- Gabriel Urzúa como Robin Valdivia [11]
- Lorena Capetillo como Alicia Suarez
- Lucas Maffei como Sebastián Smith
- Sofía González de Lasa como Fernanda Smith
- Lorena Bosch como Rocío "Pitu" Mardones

## Producción
Una lista del reparto confirmado se publicó el 28 de abril de 2023, y a través del sitio web oficial de Mega, La telenovela es producida por Chilefilms. Mientras que el director, Nicolás Alemparte Bickell, estuvo a cargo de la dirección de esta producción.
Las locaciones empleadas en la telenovela se centraron principalmente en la ciudad de Santiago de Chile, donde la historia de estos exalumnos de colegio tiene lugar, entre ellas se destacan el colegio Saint Williams, así como el restaurante denominado El Mesón Nerudiano, que es el escenario de la fiesta de reencuentro de los protagonistas principales.
Asimismo, algunos escenarios que rememoran a la infancia y juventud de los protagonistas fueron filmadas en la comuna de Zapallar, que es perteneciente a la Provincia de Petorca, Región de Valparaíso.[cita requerida]

## Recepción
Debutó el 5 de junio de 2023, liderando con una audiencia de 22,1 puntos de cuota de pantalla, y un pico de sintonía de aproximadamente 23,5 puntos de cuota de pantalla, Esta telenovela se emite de lunes a jueves, pero debido al estreno de la versión chilena del reality show argentino Gran hermano en Chilevisión, Mega emitió un episodio especial el domingo 18 de junio de 2023, quedando en el segundo lugar de audiencia con 10,0 puntos de cuota de pantalla frente a 13,6 de cuota de pantalla de dicho programa de televisión. Tras esto, mantuvo el liderazgo durante el resto de sus emisiones, pero disminuyó su audiencia a la mitad.
Una de las principales críticas que ha recibido, es por el uso excesivo de música de la década de 1980, mientras que los protagonistas de la telenovela, salieron de cuarto medio en 1998, y tuvieron su adolescencia en la década de 1990. También se ha cuestionado la edad de los actores que participan en la telenovela en relación con sus personajes.
Tras el polémico fin de la telenovela, se han realizado varios eventos relacionados con la misma como una fiesta temática y una obra de teatro llamada Generación 98, la prueba final, como despedida. Además, hubo una serie derivada de esta telenovela, I love Robin.

## Reconocimientos
| Año  | Premiación   | Categoría                                         | Nominado(s)   | Resultado | Ref.   |
| ---- | ------------ | ------------------------------------------------- | ------------- | --------- | ------ |
| 2023 | Produ Awards | Mejor telenovela                                  | Generación 98 | Nominada  | [ 20 ] |
| 2023 | Produ Awards | Mejor actor principal - Superserie y telenovela   | Gabriel Cañas | Nominado  | [ 20 ] |
| 2023 | Produ Awards | Mejor actriz de reparto - Superserie y telenovela | Paloma Moreno | Nominada  | [ 20 ] |